# Jerry Zaks
Pour les articles homonymes, voir Zaks.
Ne doit pas être confondu avec Jiří Žák.
Jerry Zaks, né le 7 septembre 1946 à Stuttgart, est un metteur en scène de théâtre et réalisateur allemand, ayant essentiellement fait sa carrière aux États-Unis.

## Filmographie
- 1998 : Simples Secrets (Marvin's Room)

## Théâtre
- 1990 : Six degrés de séparation, pièce de John Guare
- 2004 : La Cage aux Folles, comédie musicale d'après la pièce de Jean Poiret